# Salyut 7 (film)
Pour plus de détails, voir Fiche technique et Distribution.
Salyut 7 (Салют-7) est un film russe coécrit et réalisé par Klim Chipenko, sorti en 2017. Il s'agit de l'histoire inspirée de l'accident, survenu en 1985, dans la station spatiale Saliout 7 et de la réparation alors effectuée par les cosmonautes de la mission Soyouz T-13.
Il obtient le Grand prix du jury des Utopiales en 2017 et l'Aigle d'or, en janvier 2018.

## Synopsis
En février 1985, la station spatiale soviétique Saliout 7, inoccupée depuis six mois, cesse de répondre aux signaux envoyés depuis le Centre de contrôle des vols spatiaux TsUP et ne parvient visiblement plus à contrôler son orientation. Les autorités redoutent la chute de l'installation sur la Terre, ce qui peut produire de nombreuses victimes et causer des ennuis importants à l'Union soviétique dans le contexte de la guerre froide.
Pour essayer de sauver la station, et ainsi ne pas l’abattre, il est décidé de lancer deux cosmonautes les plus qualifiés, Vladimir Fedorov et Viktor Alekhine, à bord de Soyouz T-13 pour rattraper la station morte, identifier l'origine du problème et le corriger. Le rendez-vous spatial se déroule avec succès mais la vie à bord de la station n’est pas sans difficulté. Les deux cosmonautes commencent à travailler à la réparation de la panne, tout en comprenant que leur retour sur la Terre peut être compromis, la station ne répond à aucun contrôle humain.

## Fiche technique
Sauf indication contraire, les informations mentionnées dans cette section peuvent être confirmées par la base de données cinématographiques IMDb,  présente dans la section « Liens externes ».
- Titre original : Салют-7
- Titre international, français et québécois : Salyut 7
- Réalisation : Klim Chipenko
- Scénario : Aleksey Chupov, Alekseï Samoletov (ru), Natalia Merkoulova et Klim Chipenko
- Musique : Ivan Burlyaev
- Direction artistique : Pavel Novikov, Sergueï Tyrine[réf. nécessaire]
- Costumes: Tatiana Patrakhaltseva, Nadejda Vassilieva[réf. nécessaire]
- Photographie : Sergueï Astakhov (ru) et Ivan Burlakov
- Son : Boris White[réf. nécessaire]
- Montage : Mariya Sergeenkova
- Production : Sergueï Selianov (ru), Bakour Bakouradzé et Anton Zlatopolski (ru)

Production déléguée : Ioulia Michkinene et Natalia Smirnova
- Société de production : Rossiya 1 ; STV Film Company, Lemon Films Studio, Vita Aktiva, Globus-film, Mosfilm Studios et Lenfilm (coproductions)
- Société de distribution : Nashe Kino
- Budget : 400 millions de roubles[réf. nécessaire]
- Pays d'origine :  Russie
- Langues originales : russe ; anglais
- Format : couleur
- Genre : drame historique
- Durée : 111 minutes
- Dates de sortie :
  - États-Unis : 21 septembre 2017 (Fantastic Fest)
  - Russie : 5 octobre 2017

## Distribution
- Vladimir Vdovitchenkov : Vladimir Fedorov
- Pavel Derevianko : Viktor Alekhine
- Alexandre Samoïlenko (ru) : Valeriy Shubin, le directeur de vol
- Vitali Khaïev (ru) : Shumakov
- Igor Ougolnikov (ru) : Boldyrev
- Maria Mironova : Nina Fedorova, l'épouse de Vladimir
- Lioubov Aksionova (ru) : Lilia Alekhina, l'épouse de Viktor
- Oksana Fandera (ru) : Lazareva, une femme-cosmonaute
- Nikita Panfilov (ru) : Zaïtsev, un cosmonaute
- Pauline Roudenko : Olia Fedorova, la fille de Vladimir
- Alexandra Serebriakova : un agent du bureau de vols
- Klim Chipenko : Patrick de Bonnel, spationaute français embarqué sur Challenger

## Production

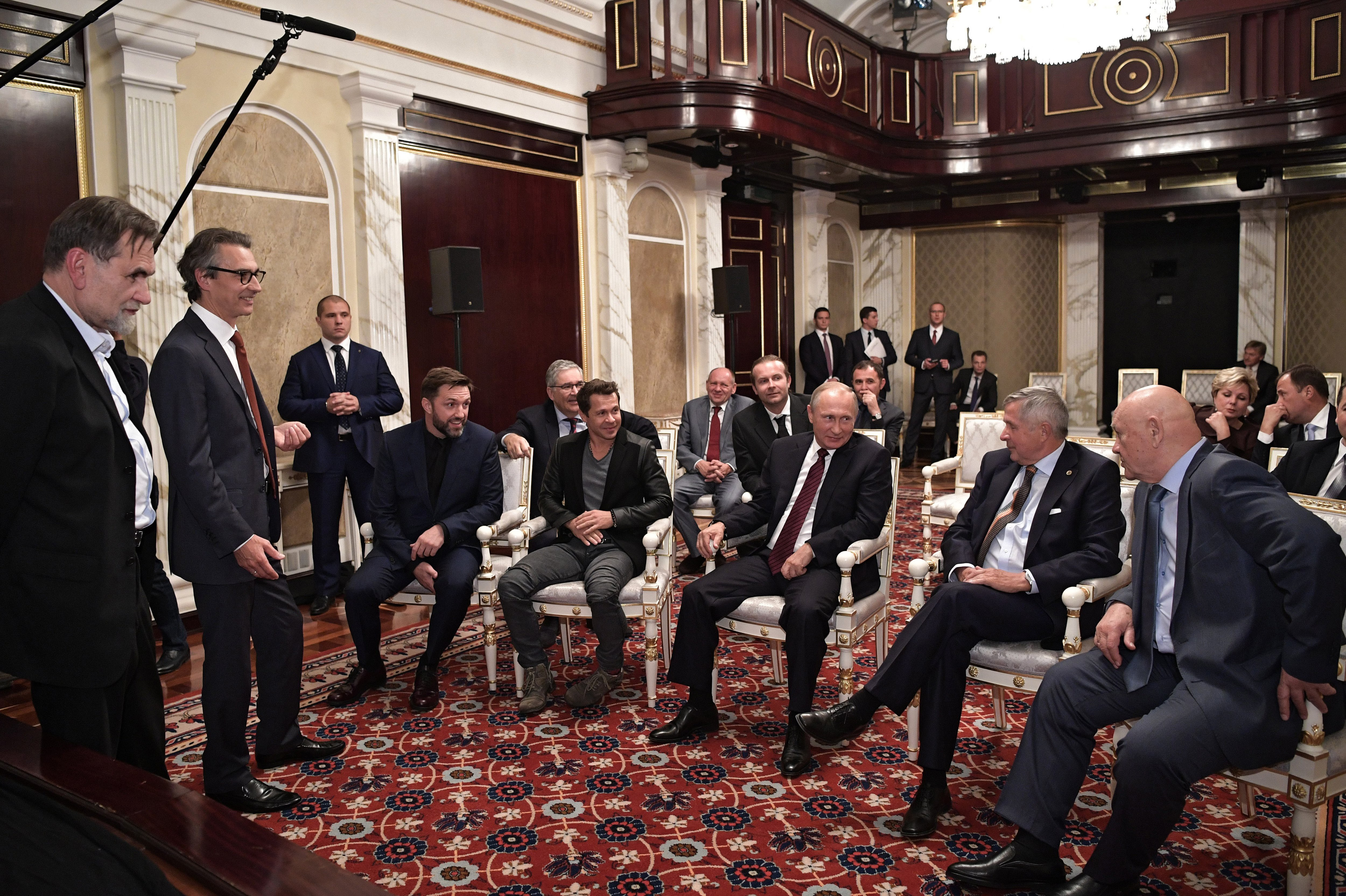
Une rencontre entre le Président Poutine et l'équipe du film, le 3 octobre 2017.
Assis au premier rang, de gauche à droite : Vladimir Vdovichenkov et Pavel Derevyanko (acteurs) ; Vladimir Poutine ; Viktor Savinykh et Vladimir Dzhanibekov (anciens cosmonautes).

### Musique
La musique du film est composée par Ivan Burlyaev, Sviatoslav Kourachov et Vlad Zhoukov[réf. nécessaire].
Des extraits musicaux des chansons suivantes sont inclus dans le film :
- Трава у дома (L'Herbe à la maison) du groupe Zemlyane
- Арлекино (Arlequin) d'Alla Pougatcheva
- La chanson du porteur d'eau interprété par Pavel Olenev (chanson de la comédie musicale Volga Volga)
- Корабли  (Les Navires) de Vladimir Vyssotski
- Золушка (Cendrillon) d'Alexeï Arkhipovski
- Нам бы выпить перед стартом… (Nous aurions dû boire avant de partir…) de Youri Vizbor

## Autour du film
- L'action se déroule en 1985, soit six ans seulement avant la dislocation de l'URSS.
- Le film a fait partie de la sélection de la Semaine du cinéma russe à Paris[1].
- Le mot Saliout signifie "Salut" en russe (au sens noble du terme).
- Le film fait plusieurs fois référence à des mesures de prohibition de l'alcool initialisées par Gorbatchev. Contrairement à ce qu'il s'était passé aux États-Unis entre 1919 et 1933, il n'y eut jamais d'interdiction totale, mais une augmentation des prix de l'alcool, une interdiction de consommer dans les lieux publics et une répression accrue de l'ivresse publique.

## Entre réalité et fiction

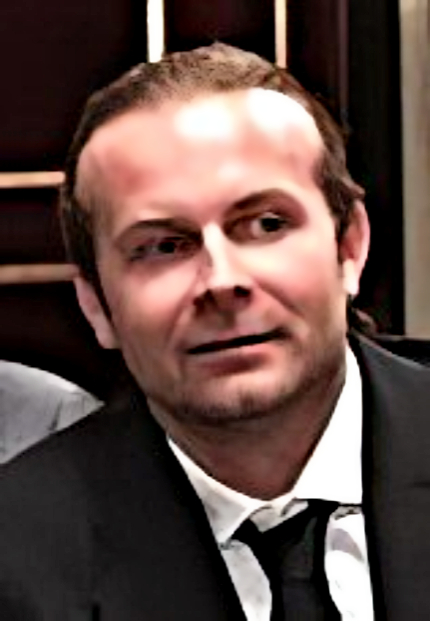
Klim Chipenko, réalisateur du film, est allé tourner des séquences dans la station spatiale internationale.

Le film s'inspire de faits réels survenus pendant la mission spatiale Soyouz T-13, menée par les cosmonautes Vladimir Dzhanibekov et Viktor Savinykh. Dans le film, leurs noms ont été modifiés mais pas leurs prénoms (Vladimir et Viktor).
Tout comme le documentaire Bataille pour Saliout : Détective de l'espace (en russe : Битва за "Салют": Космический детектив) datant de 2011, le film avance la théorie du complot de la capture de la station spatiale par une navette américaine, en en faisant un élément central de l'intrigue.
Par la suite, accentuant le réalisme, en octobre 2021, Klim Chipenko, réalisateur du film, embarque à bord du vaisseau spatial Soyouz MS-19 pour séjourner quelques jours à bord de la station spatiale internationale et y tourner plusieurs séquences de son  film, Le Défi sorti en 2023.

## Distinctions

### Récompenses
- Grand prix du jury des Utopiales et prix du public 2017[2]
- 16e cérémonie des Aigles d'or : meilleur film et meilleur montage[3].
- 31e cérémonie des Nika : meilleure photographie.

### Sélections
- Festival international du film de Catalogne 2017 : sélection en compétition internationale
- Arras Film Festival 2017 : sélection en section Visions de l'Est
- Festival du cinéma russe à Honfleur 2017 : sélection en section Grands succès
- Festival GoEast 2018 : sélection en section Bioskop

### Documentation
- Dans l’espace russe, époque soviétique, Jérôme Delgado, Le Devoir, 20 juillet 2018
- Salyut-7, le Gravity venu du froid, Astronova, 6 août 2018
- Salyut-7, de Klim Shipenko, Dark Side Reviews, 17 mars 2019